# Vermezzo con Zelo
Vermezzo con Zelo ist eine  italienische Gemeinde (comune) mit 5910 Einwohnern (Stand 31. Dezember 2023) in der Metropolitanstadt Mailand, Region Lombardei. 
Die Nachbargemeinden von Vermezzo con Zelo sind Abbiategrasso, Albairate, Gaggiano, Gudo Visconti und Morimondo.

## Geschichte
Zum 8. Februar 2019 wurden die Gemeinden Vermezzo und Zelo Surrigone zusammengelegt. Bereits in den napoleonischen Zeiten waren die beiden Gemeinden damals eine einheitliche Gebietskörperschaft.

## Verkehr
Am Nordrand führt die Strada Statale 494 Vigevanese nach Mailand entlang.

## Sehenswürdigkeiten
- Kirche San Zenone in Vermezzo (17./18. Jahrhundert)
- Kirche Santa Giuliana e Beata Vergine del Carmelo in Zelo Surrigone
- Palazzo Pozzobonelli Panigarola in Vermezzo, Sommerresidenz von Giuseppe Pozzobonelli

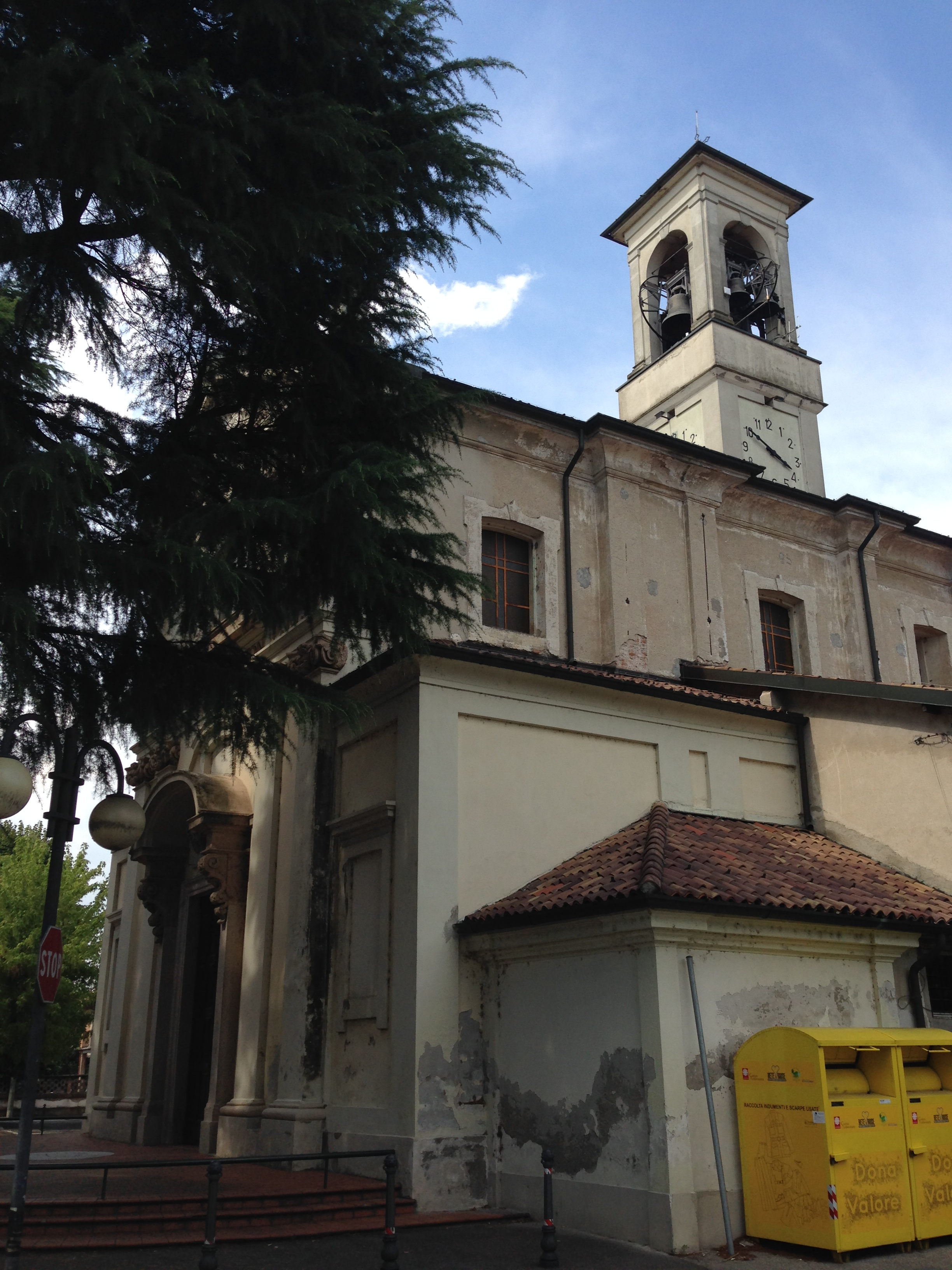
Kirche San Zenone (Südansicht)
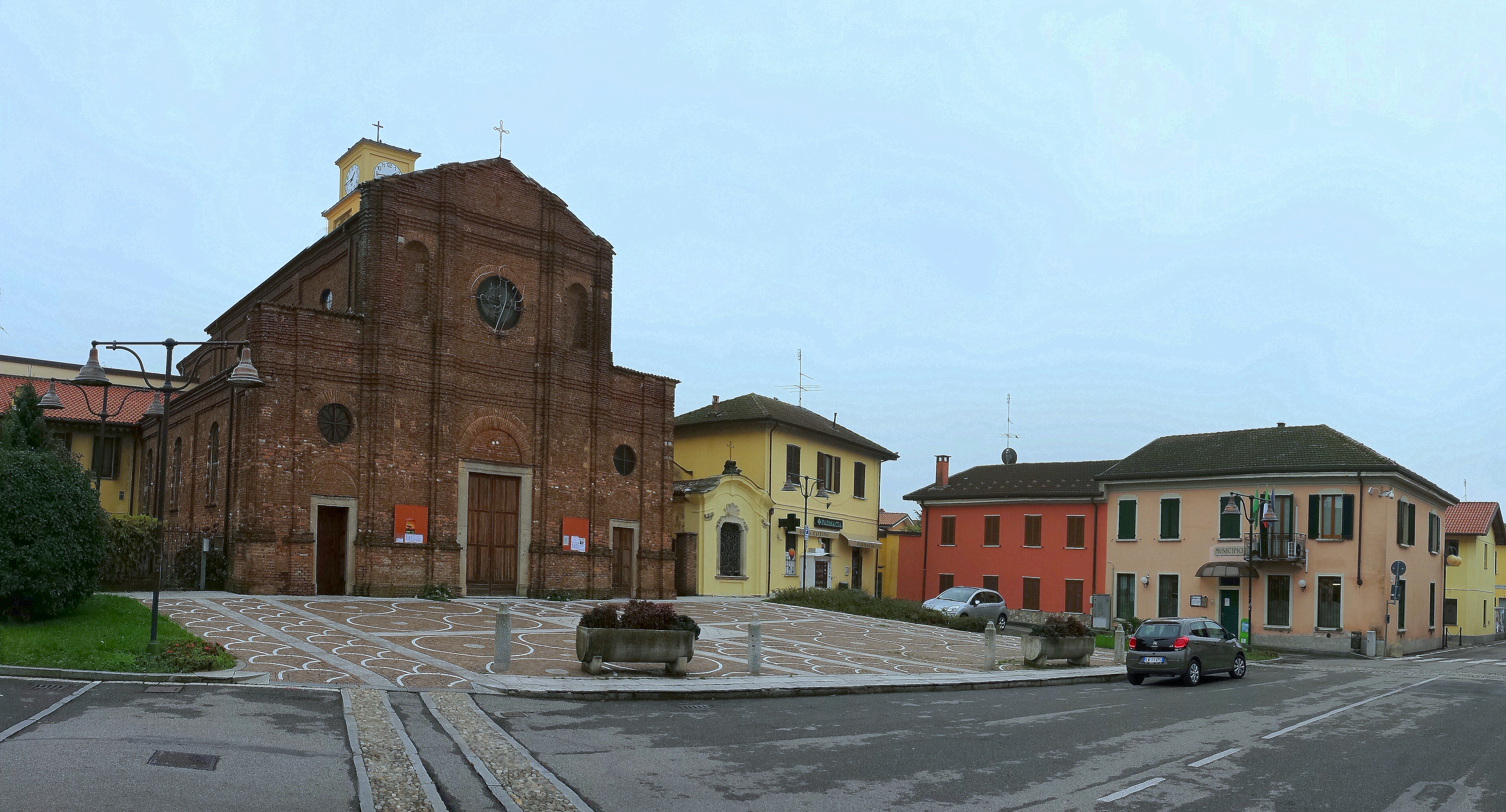
Kirche Santa Giuliana e Beata Vergine del Carmelo